# Posle dozjditjka v tjetverg
Posle dozjditjka v tjetverg (russisk: После дождичка в четверг) er en sovjetisk spillefilm fra 1985 af Mikhail Juzovskij.

## Medvirkende
- Vladislav Toldykov - Ivan Tsarevitj
- Alexej Vojtjuk
- Gennadij Frolov
- Oleg Tabakov - Kosjjej
- Valentina Talyzina - Varvara